# Salvador March i Bover
Salvador March i Bover (Esparreguera circa 1670 - Reus abans del 1737) va ser un veler i comerciant establert a Reus actiu entre finals del segle xvii i mitjan segle xviii. Formava part d'una família d'origen esparreguerí que es va consolidar a Reus com a part del patriciat mercantil al llarg del segle xviii. Va ser ser el pare de Salvador de March i Bellver, comerciant i polític català.
Era fill de Benet March, pagès d'Esparreguera, i de Dorotea Bover. Salvador, amb alguns dels seus germans, a diferència del primogènit Josep March Bover, botiguer de teles establert a Esparreguera, va optar per emigrar cap a Reus, aleshores una ciutat en expansió econòmica. Juntament amb el seu germà Francesc, Salvador es va dedicar a l'ofici de veler (teixidor de vels), i es va introduir progressivament en el món del comerç i les finances, activitat que combinava amb la seva professió artesanal.
L'any 1702, Salvador es va casar amb Maria Bellver, filla de Josep Bellver, paraire de Reus. D'aquest matrimoni en van néixer almenys cinc fills: Maria, Rosa, Teresa, Francesca i Salvador, el futur Salvador de March i Bellver, que seria alcalde de Reus i ciutadà honrat.
L'activitat econòmica de Salvador March i Bover va tenir un èxit considerable. En establir els capítols matrimonials el 1702, disposava d'un patrimoni modest (450 lliures), però el 1720 ja era capaç d'atorgar una dot de 1.400 lliures a la seva filla Maria. A la seva mort, la seva vídua va ser capaç de cedir al fill «cinc cases al raval de Monterols» i dotar la filla Francesca amb 4.500 lliures, indicadors clars de l'ascens econòmic de la família en el marc de la societat reusenca del segle xviii.
Els enllaços matrimonials dels seus fills i filles amb membres d'altres famílies de comerciants, botiguers i professionals, reforcen la impressió d'una estratègia familiar encaminada a l'ascens social i la consolidació dins les xarxes burgeses i urbanes del Camp de Tarragona. Maria es va casar, l'any 1720, amb el botiguer Pau Miró i Claveguera, fill de Josep Miro, paraire de Reus. Rosa ho va fer, l'any 1745, amb Antoni Sabater i Casas, negociant. Teresa va contraure matrimoni, el 1751, amb Jeroni Bages, apotecari de Riudoms, i Francesca va prendre per marit, l'any 1753, Pere Milà, botiguer de roba de Reus.